# Justina (Kaiserin)
Justina († 388) war als zweite Frau des römischen Kaisers Valentinian I. (364–375) und Mutter Valentinians II. (375–392) eine wichtige Angehörige der valentinianischen Dynastie.

## Leben
Justina war eine Tochter des Justus, eines Statthalters von Picenum unter Constantius II., und hatte mindestens zwei Brüder, Constantianus und Cerealis. Sie war zuerst mit Magnentius verheiratet, der als Gegenkaiser von 350 bis 353 den römischen Westen regierte. Zosimos und Johannes von Antiochia zufolge blieb die Ehe kinderlos, da Justina noch zu jung war. Um 370 heiratete sie Valentinian I. Für den Kaiser war es ebenfalls die zweite Ehe, aus erster Ehe hatte er den bereits 367 zum Mitkaiser erhobenen Sohn Gratian. Justina und Valentinian hatten mindestens vier Kinder, den Sohn Valentinian II. sowie die Töchter Galla, Grata und Iusta.
Nach Ammianus Marcellinus, Zosimos und Philostorgios hielt sich Justina beim Tode Valentinians I. am 17. November 375 in Sirmium auf. Sie übernahm die Regentschaft für den erst vierjährigen Valentinian II., der neben seinem Halbbruder und Vormund Gratian die Nachfolge im Westen antrat, und nahm ihre Residenz in Mediolanum (heute Mailand). Justina hing dem Arianismus an, konnte aber erst nach dem Tod ihres Mannes kirchenpolitisch zugunsten ihrer Glaubensrichtung aktiv werden. Mit Ambrosius von Mailand, dem Anführer der nizänischen Partei in Italien, lag sie in erbitterter Auseinandersetzung.
Gratian unterlag 383 dem Usurpator Magnus Maximus, der in Britannien, Gallien, Hispanien und Africa die Macht übernahm. Maximus, der von Augusta Treverorum (Trier) aus regierte, wurde 384 von Theodosius I. und – nolens volens – auch von Valentinian und Justina als Mitkaiser anerkannt, deren Machtbereich sich nunmehr auf Italien beschränkte.
387 brach Maximus das Arrangement mit Valentinian, überquerte die Alpen und marschierte auf Mediolanum zu. Justina floh mit ihren Kindern nach Thessaloniki zu Theodosius. Nach Zosimos bot Justina diesem ihre Tochter Galla zur Gattin an, falls er Valentinian II. wieder zurück zu seinem Thron verhelfen würde. Theodosius willigte ein und heiratete Galla noch gegen Ende des Jahres. Im Sommer 388 besiegte Theodosius die Truppen des Maximus, der sich bei Aquileia ergeben musste und am 28. August hingerichtet wurde. Justina starb noch im selben Jahr; die Wiedereinsetzung ihres Sohnes als Kaiser im Westen hat sie nicht mehr miterlebt. 